# Błażowa
Błażowa este un oraș în Polonia.